# Ныда (село)
Ны́да — село в Надымском районе Ямало-Ненецкого автономного округа России.

## Название
Название, возможно, происходит от ненецкого «ңыда(сь)» в значении: повесить, развешать или сдать на приёмный пункт (рыбу).

## География
Расположено на Тазовском полуострове, в 125 км к северу от Надыма, в устье одноимённой реки. С 2014 года входит в пограничную зону РФ, которая в пределах ЯНАО установлена в полосе местности шириной 10 км от морского побережья.

## История
Основано в 1889 г. зырянским купцом Иваном Савельевичем Рочевым.
Со слов старожилов, первые стационарные деревянные постройки, купеческий дом со складскими помещениями, на берегу Обской губы на территории Ныды были сооружены в 1896—1898 гг.
С 1936 по 1972 годы село Ныда являлось административным центром Надымского района.
В 70-х годах XX века Ныда была перевалочной базой для первопроходцев газовых месторождений в начале строительства городов Надыма, Нового Уренгоя, посёлков Пангоды, Ямбурга и других.
Интенсивное строительство в селе началось в 1970-х годах. Именно в этот период были построены основные объекты социально-культурного, промышленного и бытового назначения, жилые дома.
В 1996 г. Законом «Об административно-территориальном устройстве Ямало-Ненецкого автономного округа» от 09.12.96 г. № 43 в перечень сельсоветов, расположенных на территории Ямало-Ненецкого автономного округа, был включён Ныдинский сельсовет с центром в селе Ныда.
С 2005 до 2020 гг. образовывало сельское поселение село Ныда, упразднённое в связи с преобразованием муниципального района в муниципальный округ.

## Население
| 1939  | 1959  | 1970  | 1989  | 2002  | 2010  | 2011  |
| ----- | ----- | ----- | ----- | ----- | ----- | ----- |
| 510   | ↗1028 | ↗1458 | ↗1946 | ↘1795 | ↘1792 | ↘1785 |
| 2012  | 2013  | 2014  | 2015  | 2016  | 2017  | 2018  |
| ↘1769 | ↘1763 | ↗1773 | ↗1815 | ↗1854 | ↘1841 | ↗1868 |
| 2019  | 2021  |       |       |       |       |       |
| ↗1870 | →1870 |       |       |       |       |       |

## Экономика
Основное предприятие: ЗАО «Ныдинское», занимающееся оленеводством и звероводством.

## Транспорт
Постоянную связь с другими населёнными пунктами Ныда имеет только воздушным сообщением — вертолётами. Сезонная связь осуществляется в летнее время речным сообщением, зимой по зимникам.